# Aleurodicus araujoi
Aleurodicus araujoi là một loài côn trùng cánh nửa trong họ Aleyrodidae, phân họ Aleurodicinae.
Aleurodicus araujoi được Sampson & Drews miêu tả khoa học đầu tiên năm 1941.